# Ферріт Мелен
Ферріт Саді Мелен (тур. Ferit Melen; 2 листопада 1906, Ван, Османська імперія — 3 вересня 1988, Анкара, Туреччина) — турецький політичний, державний і громадський діяч. Прем'єр-міністр Туреччини (1972—1973). Міністр фінансів Туреччини (1962—1965). Міністр національної оборони Туреччини (1971—1972 та 1975—1977). Депутат Великих національних зборів Туреччини трьох скликань (1950—1954, 1957—1960, 1983—1987). Сенатор. фінансист

## Біографія
1931 року закінчив Школу політичних наук Університету Анкари. Здобув науковий ступінь у галузі фінансів. Після його закінчення вступив на державну службу і був відправлений на стажування до Парижа до Міністерства фінансів. Через рік повернувся на батьківщину та працював інспектором у Міністерстві фінансів Туреччини. 1943 року був призначений генеральним директором одного з департаментів міністерства.
З 1950 — член парламенту Туреччини від Республіканської народної партії.
У травні 1967 вийшов із партії і став одним із співзасновників GP «Güven Partisi» («Партії опори»), яка пізніше була перейменована на Республіканську партію довіри.
Обіймав посаду міністра національної оборони у двох кабінетах Ніхата Еріма (1971—1972 та 1975—1977). Після відставки Ніхата Еріма було призначено прем'єр-міністром схваленого військовими коаліційного уряду (1972—1973).